# Železniško postajališče Šmaver
Železniško postajališče Šmaver je eno izmed železniških postajališč na progi Jesenice–Sežana blizu Solkana v Sloveniji, ki trenutno ni v uporabi.
Zgrajeno je bilo za večjo prepustnost proge. Namenjeno je bilo križanju vlakov in je imelo prvotno dva tira. Ob postajališču ni nobenega naselja, zato se danes na njem vlaki ne ustavljajo več.